# Sippar

Fiind aproape de Babilon, Sippar a fost o adăugare timpurie la imperiul său sub Hammurabi.

Sippar (sumeriană: 𒌓𒄒𒉣𒆠, Zimbir) a fost un oraș antic sumerian și mai târziu babilonian din Orientul Apropiat de pe malul de est al râului Eufrat. Tell-ul său se află pe situl Tell Abu Habbah de astăzi, lângă Yusufiyah în guvernoratul Bagdad din Irak, la aproximativ 69 km nord de Babilon și 30 km sud-vest de Bagdad. Numele antic al orașului, Sippar, s-ar putea referi și la orașul său geamăn, Sippar-Amnanum (situat pe situl modern Tell ed-Der); o denumire mai specifică a orașului denumit aici Sippar era Sippar-Yahrurum.